# Skärgårdarnas Riksförbund
Skärgårdarnas Riksförbund (SRF,  eng. The National Association for the Swedish Archipelago) företräder den bofasta befolkningen i Sveriges skärgårdar. SRF bildades 1982 och behandlar bland annat frågor som rör företagande, boende och kommunikationer.